# Gérard Leman
Gerard Leman, belgijski general, * 8. januar 1851, Liège, † 17. oktober 1920.
Med prvo svetovno vojno je poveljeval obrambnim sistemom okrog mesta Liège. Ko so Nemci prebili obrambo je padel v njihovo ujetništvo in ostal vojni ujetnik do konca vojne.